# Chen Qingying
Chen Qingying (chinesisch 陈庆英, Pinyin Chén Qìngyīng; * 21. Oktober 1941 in Nanchong, Sichuan, Republik China; † 11. April 2022 in Chengdu, Sichuan) war ein chinesischer Tibetologe. Er war Direktor des Historischen Forschungsinstituts des 1986 in Peking gegründeten Chinesischen Tibetologischen Forschungszentrums (Zhongguo Zangxue yanjiu zhongxin) und wurde als Verfasser einer in viele Sprachen übersetzten Geschichte Tibets bekannt.

## Zitat
„It is not so easy for Tibetan people to survive and thrive under such harsh natural conditions on the plateau. This might be difficult for people from the outside to understand. The Tibetan people have also developed a unique culture, which has made great contributions to humankind's social and cultural development. I believe such an influence will continue long into the future.“